# Slavíkovice (Rousínov)
Slavíkovice (deutsch Slawikowitz, auch Lakowitz) ist ein Ortsteil von Rousínov in Tschechien. Er liegt anderthalb Kilometer südwestlich von Rousínov und gehört zum Okres Vyškov. Bekanntheit erlangte das Dorf im Sommer 1769 durch den legendären Furchenzug des Kaisers Joseph II.

## Geographie
Das Angerdorf Slavíkovice befindet sich beiderseits des Flüsschens Rakovec am Fuße der westlichsten Ausläufer der Litenčické vrchy in der Vyškovská brázda (Wischauer Tor). Südöstlich erhebt sich der Kroužecký kopec (349 m), im Süden der Urban (360 m) und die Stará hora (299 m). Südlich des Ortes führt die Autobahn D 1 vorbei; die nächste Abfahrt 216 Rousínov liegt einen knappen Kilometer gegen Südost. Am nördlichen Ortsrand verläuft die Bahnstrecke Brno – Přerov, der Bahnhof Rousínov befindet sich in Slavíkovice.
Nachbarorte sind Vítovice und Královopolské Vážany im Norden, Rousínov im Nordosten, Rousínovec und Kroužek im Osten, Letonice, Němčany, Lutršték und Kroužecký Dvůr im Südosten, Slavkov u Brna im Süden, Velešovice, Holubice und Stará Pošta im Südwesten, Tvarožná im Westen sowie Sivice, Kovalovice und Viničné Šumice im Nordwesten.

## Geschichte

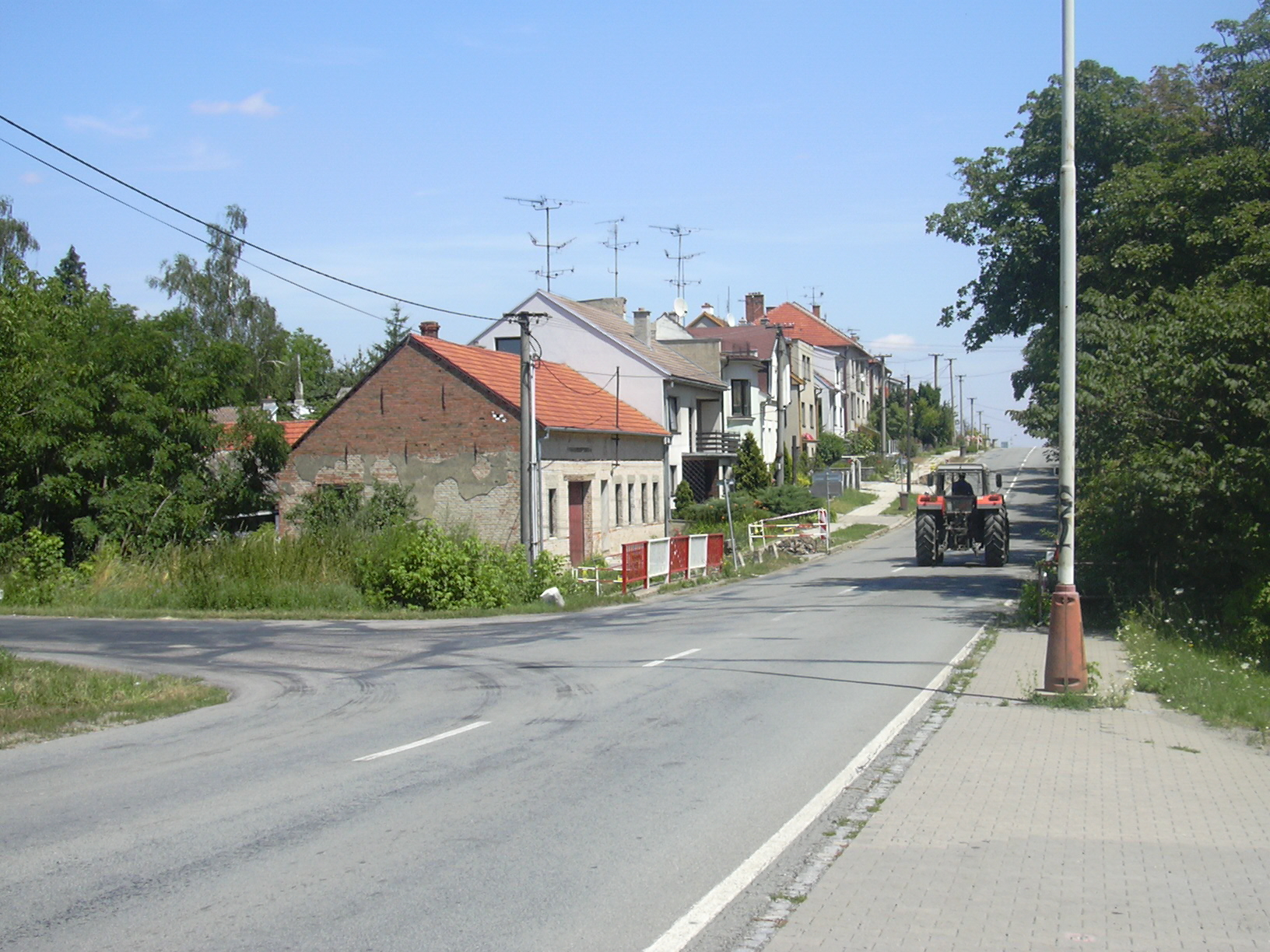
Ortsansicht

Die erste schriftliche Erwähnung des Ortes erfolgte im Jahre 1237 im Zusammenhang mit einem Předbor von Lakowicz. Der älteste urkundliche Nachweis über das Dorf stammt von 1351. Zu dieser Zeit waren die Güter unter mehreren Grundherren aufgeteilt. Zu ihnen gehörte Wok/Vok I. von Holstein, der 1352 der Kirche des hl. Wenzel in Olmütz einen jährlichen Zins aus seinem Anteil überschrieb. Einen weiteren Teil besaß Johann von Slawikowitz. Zu den zahlreichen weiteren Besitzern gehörten Znata von Meilitz, der Slawikowitz 1406 an Marsik von Radowiesicz verkaufte. Ihm folgten u. a. ab 1437 Mendlik von Greifenburg, ab 1452 Niklas von Oynitz und ab 1491 Wenzel von Piwin, der Slawikowicz 1504 in seinem letzten Willen zusammen mit dem wüsten Rezeticz und den Brünner Vorstädten Neustift und Grilwicz an Hynek von Popůvek auf Posorschitz vermachte. Nach dessen Tod 1528 erbte seine Tochter Margarethe die Güter. 1531 heiratete sie Johann von Widbach und vier Jahre später in zweiter Ehe Oldřich Přepický von Rychmberk, der um 1563 die Feste Posorschitz mit den Dörfern Posorschitz und Slawikowicz an Niclas von Kokor verkaufte. Wenig später erwarb Albrecht Černohorský von Boskowitz den Besitz und überließ ihn 1571 testamentarisch seinem Bruder Jan Šembera. Mit dessen Tode erlosch das Geschlecht der Boskowitzer am 30. April 1597 im Mannesstamme und 1604 fielen die Güter seinem Schwiegersohn Maximilian I. von Liechtenstein zu. Am 19. August 1769 pflügte Kaiser Joseph während einer Panne seiner Hofkutsche auf der Flur Díly od Rousínova (Rausnitzer Feld) neben der Brünner Kaiserstraße auf einem Feld des Bauern Tranka. Bis zur Mitte des 19. Jahrhunderts blieb Slavíkovice immer nach Posorschitz und den Fürsten von Liechtenstein untertänig.
Nach der Aufhebung der Patrimonialherrschaften bildete Slavíkovice ab 1850 eine Gemeinde in der Bezirkshauptmannschaft Wischau.
Mit dem Bau der Eisenbahn von Brünn nach Sternberg durch die Mährisch-Schlesische Nordbahn wurde 1869 auf den Feldern, auf denen der Furchenzug geschah der Bahnhof Rousínov-Slavíkovice errichtet. 1942 erfolgte die Eingemeindung nach Rousínov. 1991 lebten in dem Dorf 575 Personen. Beim Zensus von 2001 wurden 232 Häuser und 665 Einwohner gezählt. Gepfarrt ist das Dorf nach Rousínovec.

### Furchenzug von Slawikowitz

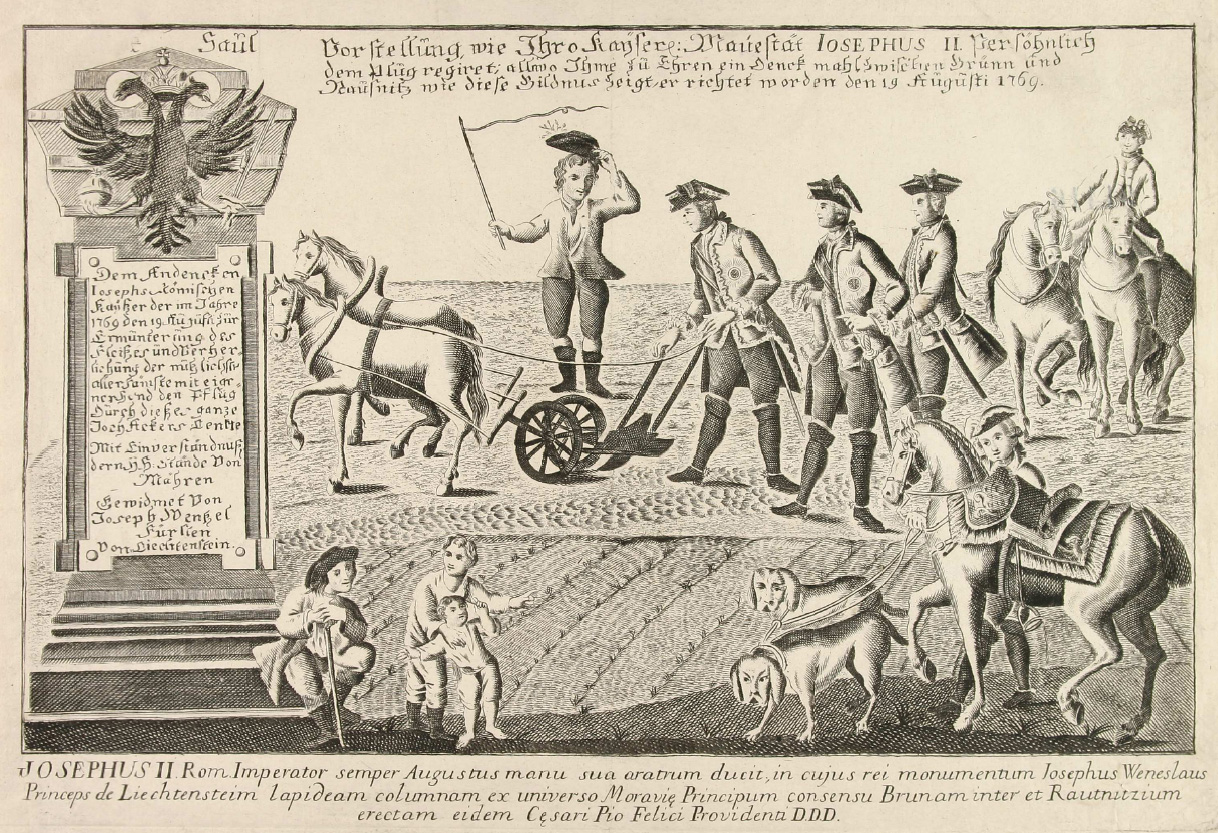
Vorstellung wie Ihro kayserl. Majiestät Iosephus II. persönlich dem Plug regiret, Kupferstich von 1799

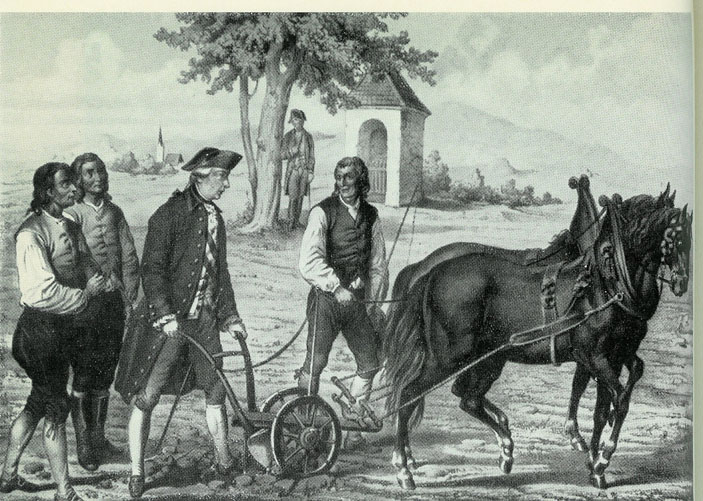
Kaiser Joseph II. führt den Pflug, Holzstich nach 1835

Am 19. August 1769 war Kaiser Joseph II. auf der Brünner Kaiserstraße zum Olschaner Lager und nach Neisse unterwegs. Zwischen 17 und 18 Uhr erlitt die Hofkutsche nördlich von Slawikowitz einen Achsschaden. Während die Kutsche repariert wurde, stieg Joseph II. aus und ging zum neben der Straße gelegenen Feld des Bauern Andreas Trnka, wo dessen Knecht Jan Kartoš mit Pflügen beschäftigt war. Der Kaiser nahm die Sterze und zog zusammen mit Kartoš, der die Zügel des Gespanns führte, zwei Furchen.
Bereits im selben Jahre äußerte die böhmische Königin Maria Theresia den Wunsch, auf dem Feld ein einfaches Denkmal zu setzen. Der Grundherr, Wenzel von Liechtenstein, ließ 1770 eine Vierkantsäule errichten. Diese war im Jahre 1804 durch Witterungseinflüsse und Beschädigungen von Passanten verfallen.
Neben der Säule befand sich seit 1769 oder 1770 ein von der Gemeinde Slawikowitz aufgestellte grenzsteinähnlicher Sandsteinblock. Er war 1788 zerbrochen und wurde beseitigt.
An der Stelle der vom Fürsten zu Liechtenstein errichteten Säule ließen die mährischen Stände 1804 einen Obelisken aus Sandstein setzen. Nach der Grundsteinlegung am 29. Oktober 1804 kam der Bau wegen der Koalitionskriege zum Erliegen, so dass der 17 m hohe Obelisk erst 1811 geweiht wurde. Nachdem das Denkmal 1832 bereits verfallen war, fassten die Stände 1834 den Beschluss zur Aufstellung eines neuen Denkmals in Form eines mit dem Mährischen Adler gekrönten Kunstgusses aus der gräflich Salmschen Eisengießerei in Blansko, der 1836 eingeweiht wurde. Am 19. November 1920 wurde das gegenüber dem zwischenzeitlich errichteten Bahnhof Rousínov-Slavíkovice Denkmal zu nächtlicher Stunde zertrümmert und 1921 beseitigt. Erhalten blieb die Relieftafel mit dem pflügenden Kaiser, die ins Mährische Landesmuseum nach Brünn verbracht wurde.
Nachdem in Blansko eine weitere Relieftafel mit dem pflügenden Kaiser aufgefunden worden war, ließ die Stadt Rousínov davon eine Replik fertigen. Diese wurde an einem großen Stein befestigt und am 23. November 1995 eingeweiht.
Das Motiv des pflügenden Kaisers Joseph ist Gegenstand mehrerer Graphiken, Gemälde, Medaillen sowie auf einer Banknote abgebildet.

## Sehenswürdigkeiten
- Barocke Kapelle des böhmischen Landesheiligen Johannes von Nepomuk, errichtet 1728
- Gedenkstein für den Furchenzug Kaiser Josephs II., errichtet 1995 am Bahnhof Rousínov. Es ist das fünfte Denkmal, das an dieser Stelle aufgestellt wurde.
- Wallfahrtskapelle der Sieben Schmerzen Mariens am Lutršték südöstlich des Dorfes, erbaut 1867 bis 1877
- Kapelle an der Quelle am Lutršték
- Wallfahrtskapelle St. Urban, auf dem Urban, südlich von Slavikovice